# Gereb Segen (Hintalo)
Pour l’article homonyme, voir Gereb Segen (May Gabat).
Gereb Segen est un réservoir qui se trouve dans le woreda de Hintalo Wajirat au Tigré en Éthiopie. Le barrage a été construit en 2000 par SAERT.

## Caractéristiques du barrage

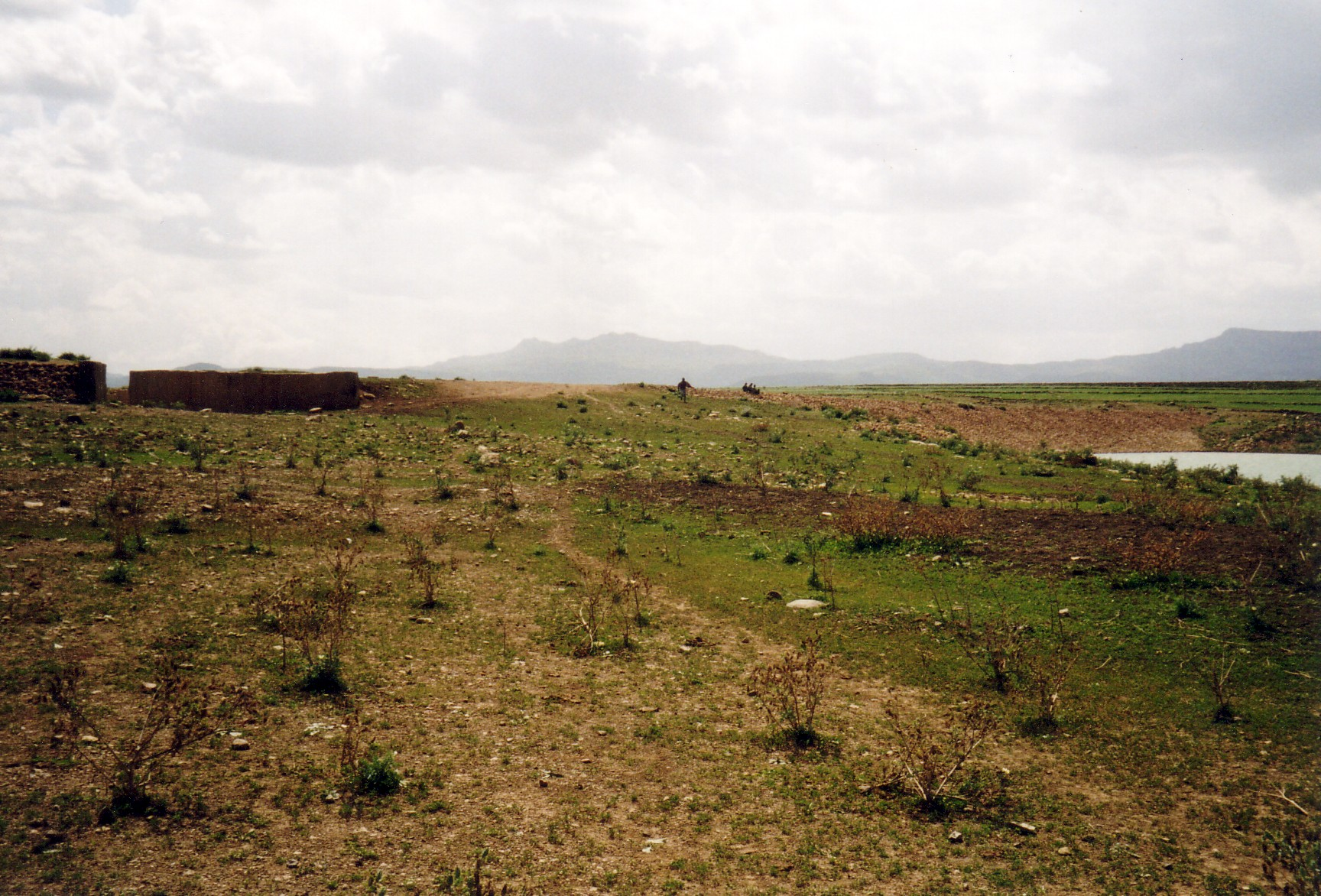
Gereb Segen (avec déversoir)

- Hauteur : 14,86 mètres
- Longueur de la crête : 473 mètres
- Largeur du déversoir : 8 mètres

## Capacité
- Capacité d’origine : 337 408 m3
- Tranche non-vidangeable : 22 400 m3
- Superficie : 11,7 ha

En 2002, l’espérance de vie du réservoir (la durée avant qu’il ne soit rempli de sédiments) était estimée à 25 annéesannées.

## Irrigation
- Périmètre irrigué planifié : 24 ha
- Aire irriguée réellement en 2002 : 0 ha

## Environnement

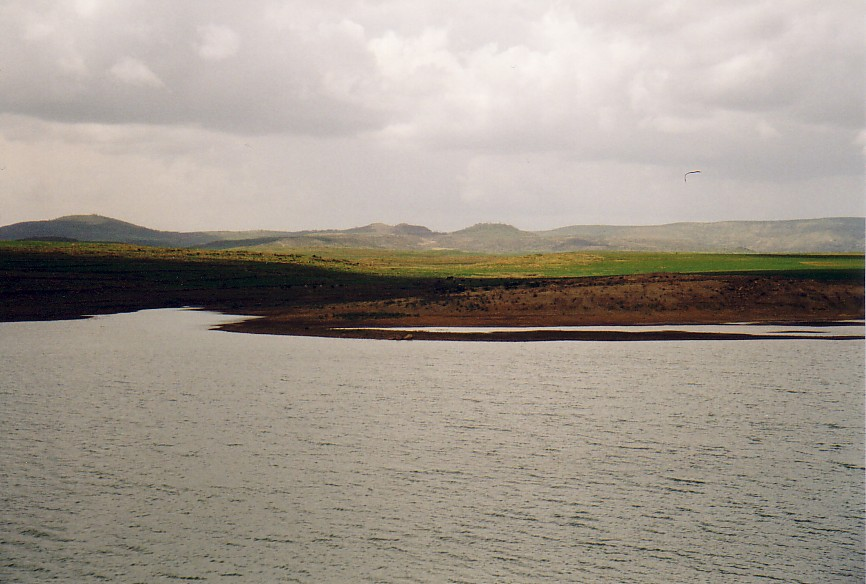
Gereb Segen dans son bassin versant

Le bassin versant du réservoir a une superficie de 3,53 km2, un périmetre de 11,66 km, et une longueur de 5 200 mètres. Le réservoir subit une sédimentation rapide,. La lithologie du bassin est composée de schiste d’Agula. Une partie des eaux du réservoir est perdue par percolation ; un effet secondaire et positif est que ces eaux contribuent à la recharge des aquifères.

## Homonymie
Il existe un réservoir (plus grand) avec le même nom, quelque 20 km vers le nord-ouest : Gereb Segen (May Gabat).